# Tube Screamer
Caractéristiques
Vidéo
La Tube Screamer est une pédale d'effet d'overdrive pour guitare électrique crée en 1979 par le japonais Susumu Tamura pour Nisshin Onpa et commercialisée par Ibanez et Maxon. L'objectif initial de cette pédale est de reproduire le son d'un ampli à lampes sur un ampli en son clair, mais elle peut également être utilisée pour augmenter la distorsion d'un ampli à lampes déjà saturé. D'un point de vue sonore, la pédale produit un boost caractéristique dans les fréquences médium, la rendant populaire tant parmi les guitaristes de blues, de rock que de metal. Les deux principaux modèles sont la TS808 et la TS9, mais de nombreuses autres versions ont été produites. La Tube Screamer a été utilisée par de très nombreux musiciens et est l'une des pédales d'overdrive les plus utilisées, copiées et modifiées dans l'histoire de la guitare électrique.

## Histoire

### Débuts (1979-1985)

Le principe de l'écrêtage d'un signal (clipping) pour créer de la saturation.

La Tube Screamer est conçue à la fin des années 1970 par le japonais Susumu Tamura (田村進) travaillant pour Nisshin Onpa, une entreprise japonaise fabricant des pédales pour Hoshino Gakki, qui détient la marque Ibanez. Un accord commercial permet à Nisshin Onpa de commercialiser ses pédales sous sa propre marque Maxon pour le marché japonais, tandis qu'Ibanez exporte les produits à l'étranger, notamment aux États-Unis. Les pédales Maxon et Ibanez sont donc identiques. 
À l'époque, les pédales de fuzz et de boost prédominent pour ajouter de la saturation à un ampli en son clair. La marque Boss, de l'entreprise concurrente Roland, a déjà déposé un brevet pour son overdrive OD-1 qui fonctionne avec un écrêtage (clipping) asymétrique. Nisshin décide en conséquence de concevoir une pédale fonctionnant avec un écrêtage symétrique. L'objectif est de reproduire le son des amplis à lampes populaires parmi les guitaristes (notamment les amplis Fender), alors que de plus en plus d'amplificateurs sont à cette période construits avec des transistors. Le but recherché est également de préserver les dynamiques de jeu des guitaristes, avec moins de saturation qu'une fuzz. 

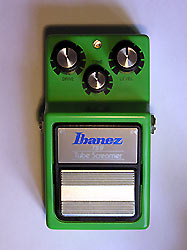
Ibanez TS9 photographiée en 2004.

Le premier modèle est la TS808 (1979-1981). suivie par la TS9 (1982-1985) avec un changement de design (notamment un interrupteur (switch) plus grand, inspiré de celui des pédales Boss), même si le circuit reste très proche. Ces deux pédales sont fabriquées à la main avec un boîtier en métal. Néanmoins, la pédale reste assez peu connue des guitaristes et ce n'est qu'à la fin des années 1980 qu'elle connaît un certain engouement. En raison de la faible demande, la production de la TS9 est arrêtée en 1985.

### Développement et essor
La pédale connaît ensuite de multiples variations. En 1986, la TS-9 laisse la place à la TS-10, construite en plastique avec des composants peu onéreux. La dépréciation du dollar face au yen au milieu des années 1980 à la suite des accords du Plaza diminue les bénéfices d'Ibanez dans ses ventes aux États-Unis et force l'entreprise à réduire ses coûts. Ainsi, la TS-5, modèle lancé en 1991 est fabriquée à la chaîne à Taiwan avec un boîtier en plastique et des composants moins chers.
Dans les années 1990, la Tube Screamer devient de plus en plus populaire et les premiers modèles se vendent cher sur le marché de l'occasion, alors que leur production a cessé et que Nisshin souhaite se tourner vers les appareils numériques. En 1992, Ibanez réédite la TS9, qui rencontre rapidement un vif succès ; Ibanez indique en vendre chaque année 10 000 pédales entre 2000 et 2010.
D'autres modèles suivent, comme la TS-7, ou encore la TS-9DX Turbo lancée en 1998, ainsi qu'un format miniature commercialisé en 2015 (Tube Screamer mini). Ibanez réédite la TS808 en 2004 ainsi qu'un modèle anniversaire en 2019 pour les 40 ans de la création de la pédale. En 2002, Ibanez prend en charge la construction des Tube Screamer de Maxon. En 2020, Ibanez commercialise ainsi sept modèles différents de la Tube Screamer.
En 2013, son concepteur Sumusu Tamura estime que Maxon a produit plus de 350 000 pédales de Tube Screamer depuis sa création.
Cette frise chronologique répertorie les principaux modèles de Tube Screamer produits :  

La tube screamer a été beaucoup copiée et modifiée par différentes marques. Pour Dave Hunter, elle fait partie, avec la Boss OD-1 et la MXR Distortion +, des « grand-pères des overdrives ».
- Comparaison de trois TS808 produites dans les années 1980.

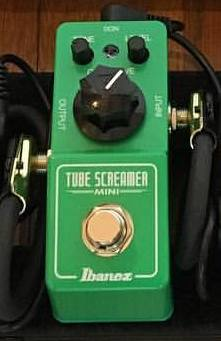
Tube Screamer Mini (2015-aujourd'hui).
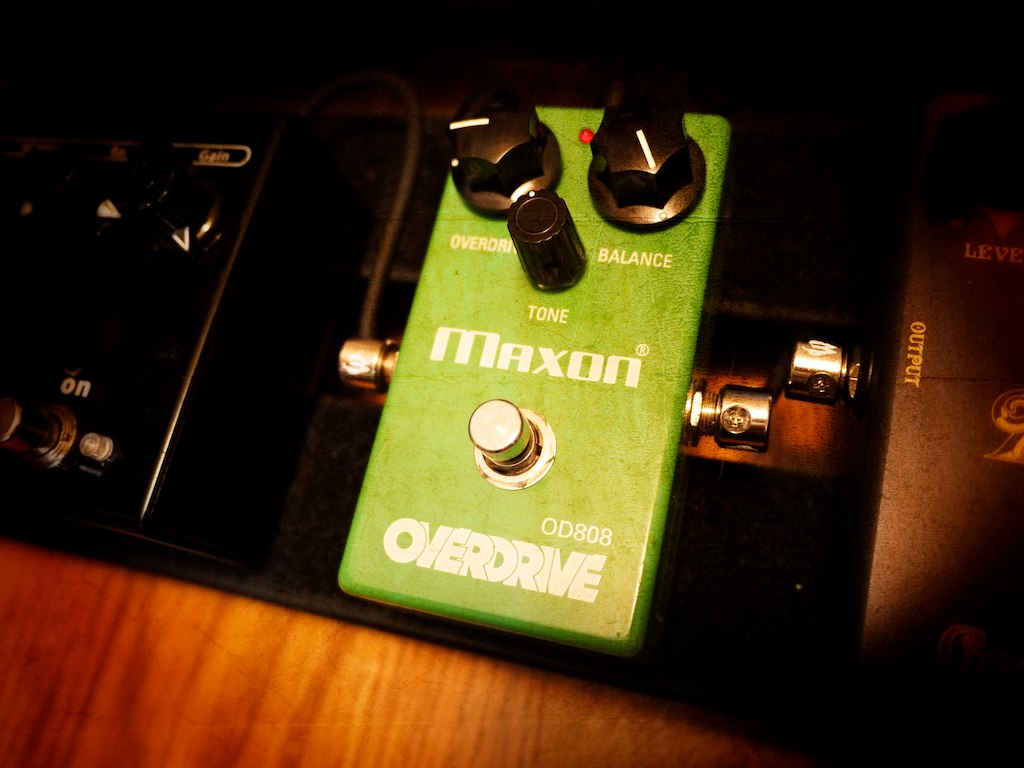
Maxon OD808 reissue.
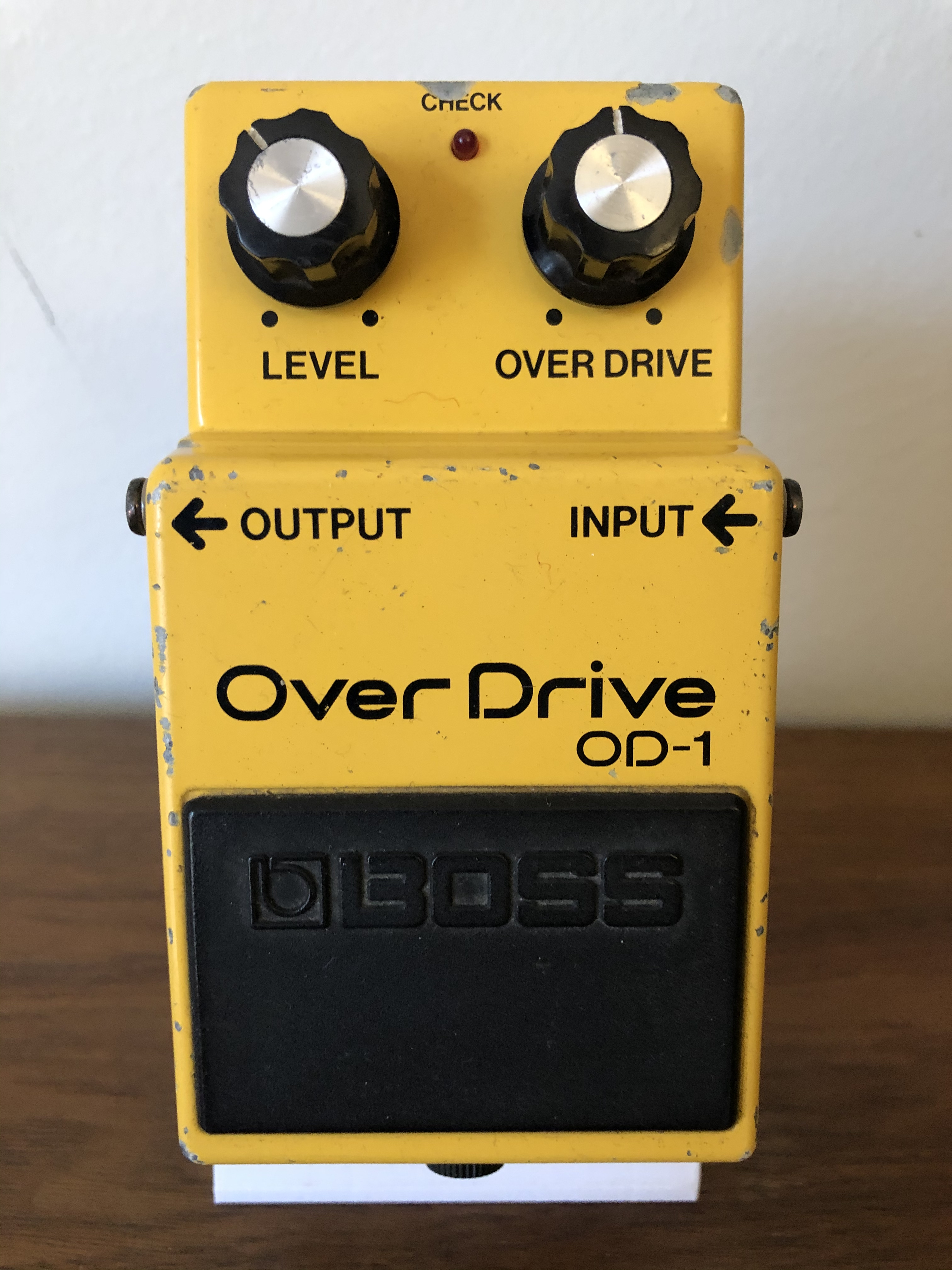
La Boss OD-1, modèle concurrent de la Tube Screamer dans les années 1970 et 1980.
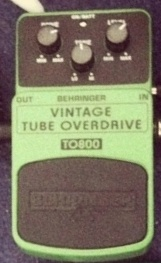
Behringer Vintage tube overdrive, une des nombreuses copies de la Tube Screamer.

## Origine du nom
Le nom de la Tube Screamer (en anglais, littéralement « hurleuse à tube(s) ») fait référence à un amplificateur à lampes, ou « tubes », poussé dans ses retranchements. Il est suggéré par Richard Ash de Sam Ash Music (en) lors d'une visite des ingénieurs de Maxon à New York.

## Fonctionnement et utilisation

### Description
La Tube Screamer a trois contrôles : un potentiomètre de drive (taux de saturation), un potentiomètre de tone (réglage des aigus) et un potentiomètre de level (volume de sortie) (certains modèles rajoutent un quatrième potentiomètre). Elle possède un boîtier vert avec une entrée et une sortie jack 6,35 mm ainsi qu'une del indiquant quand la pédale est en marche, et une prise d'alimentation.

### Fonctionnement du circuit

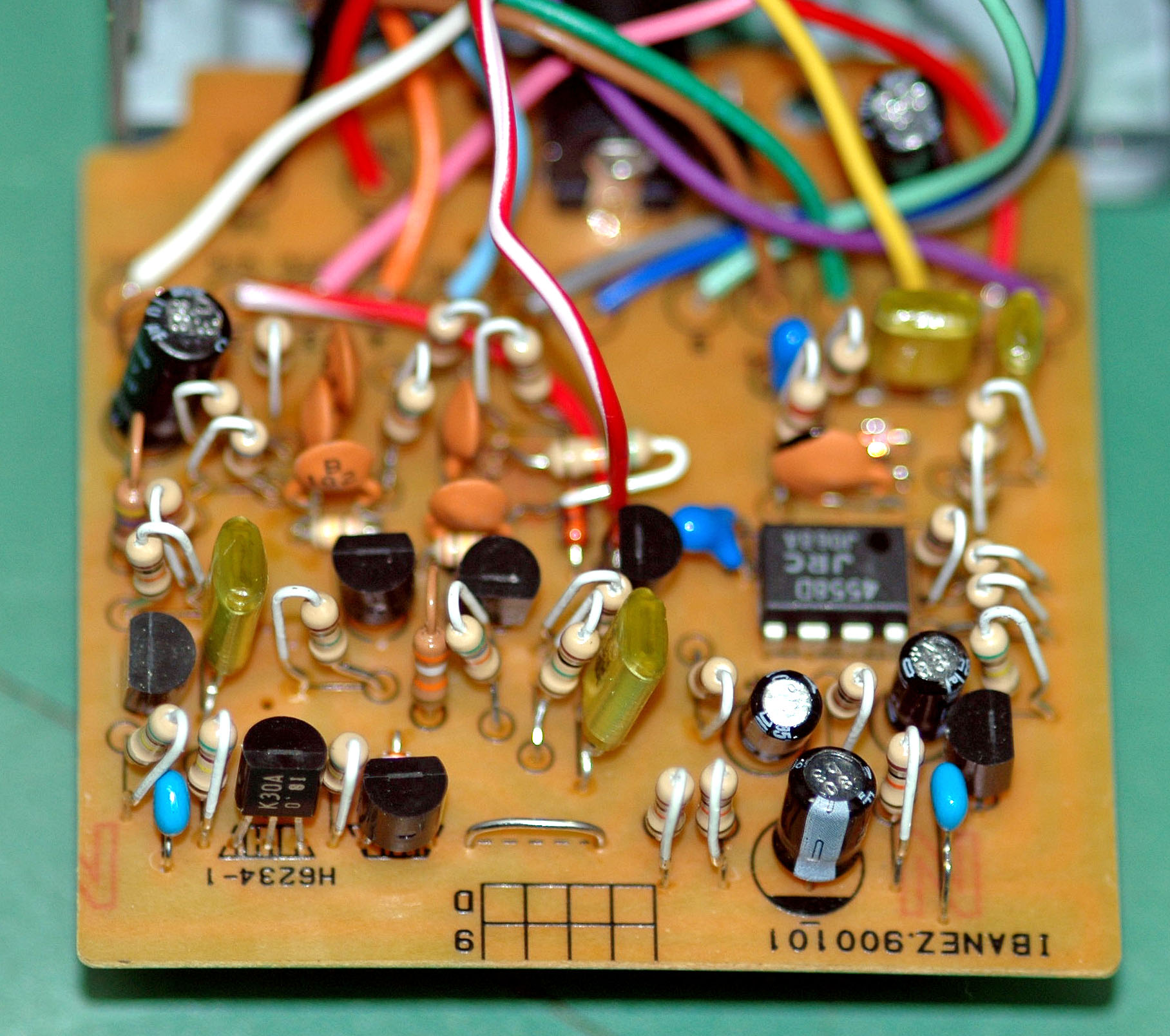
Circuit d'une Tube Screamer TS9.

D'après le concepteur de la pédale, Susumu Tamura (田村進) de Maxon, l'objectif initial était de créer un produit pour concurrencer la pédale Boss OD-1 et la Distortion + de MXR (en). Tamura a utilisé un circuit utilisant un amplificateur opérationnel afin de se démarquer du son des fuzz des années 1960 utilisant des transistors. Le cœur de la TS808 est le circuit intégré JRC 4558D, qui augmente les fréquences médium.

### Utilisation
La Tube Screamer est utilisée pour pousser l'étage de gain d'un amplificateur à lampes et ajouter de la distorsion au son : soit sur un son clair, soit sur un son déjà saturé. En ajoutant des fréquences médium entre 500 et 800 Hz tout en réduisant les basses et les aigus, elle permet à la guitare de sortir du mix par rapport aux autres instruments. L'objectif recherché par son concepteur est d'avoir un son plus contrôlable en réduisant les fréquences graves, souvent très fortes avec une fuzz.
La Tube Screamer est notamment utilisée en metal avec un ampli déjà très saturé, pour augmenter le gain tout en réduisant les graves, afin d'obtenir un son plus tranchant. Dans cette utilisation, ce n'est pas tant la saturation de la pédale qui est recherchée que sa compression et sa modification de l'égalisation. Le volume de sortie est souvent poussé proche du maximum pour augmenter le taux de saturation de l'amplificateur.

### Modifications
De nombreuses marques ont repris et modifié le design de la Tube Screamer. Les modifications les plus courantes sont le passage en true bypass en éliminant le buffer d'entrée, un rajout de gain, une modification des contrôles d'égalisation, ainsi que le remplacement de certains composants par d'autres jugés de meilleure qualité.

## Utilisateurs notables

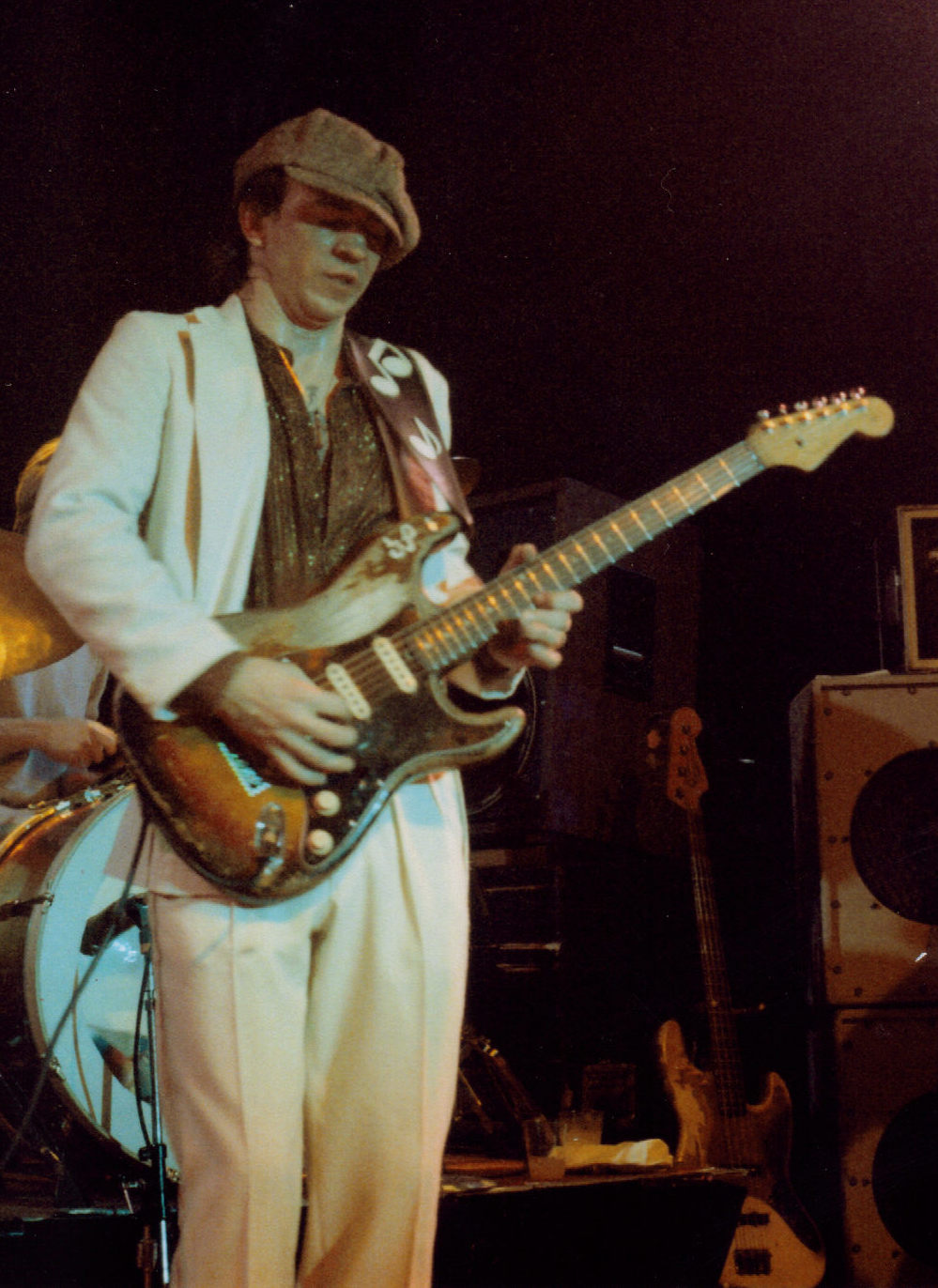
Stevie Ray Vaughan est un des guitaristes qui a contribué à populariser la Tube Screamer.

De nombreux guitaristes utilisent ou ont utilisé la Tube Screamer, notamment Stevie Ray Vaughan qui a contribué à populariser cet effet. En 2016, une de ses TS808 est mise en vente pour 11 000 $. D'autres utilisateurs notables incluent Eric Johnson, Joe Bonamassa, Buddy Guy, Michael Schenker, Gary Moore, George Lynch, Gary Clark Jr, Kirk Hammett, The Edge, Trey Anastasio ou encore Brad Paisley.

### Traduction
- (en) Cet article est partiellement ou en totalité issu de l’article de Wikipédia en anglais intitulé « Ibanez Tube Screamer » (voir la liste des auteurs).